# Fuddu
Fuddu é um filme de comédia romântica em hindi de 2016, dirigido por Sunil Subramani. Foi produzido por Pradeep Gupta, Mahima Gupta, Gandharv Sachdev e Pawan Kumar Sharma pela Mahima Productions.

## Enredo
O filme mostra a história de Mohan, que acaba de chegar de Banaras à cidade de Bombaim. Ele fica perturbado ao ver como as pessoas vivem em casas apertadas na cidade de Bombaim. Todo o seu mundo se vira de cabeça para baixo quando sua esposa o deixa por motivos falsos. Sua família também o descarta e o desrespeita.

## Elenco
- Shubham
- Swati Kapoor
- Shalini Arora
- Shakti Rawal
- Gauhar Khan
- Sujeet Pathak
- Sunny Leone e Sharman Joshi

## Música
A trilha sonora de Fuddu foi composta por Rana Majumdar e Sumeet Bellary, enquanto a letra foi escrita por Satya Khare. Em 15 de setembro, um teaser da primeira música do filme foi lançado com o título de "Tu Zaroorat Nahi, Tu Zaroori Hai", com Sunny Leone cantada por Shreya Ghoshal e Gandharv Sachdev. Outros artistas confirmados foram K. K., Sunidhi Chauhan, Arijit Singh, Sumedha Karmahe, Yasser Desai e Mohit Chauhan. Todos os direitos autorais das trilhas sonoras de Fuddu são da Zee Music Company.